# Ртовые согласные
Рто́вые согла́сные (также ротовые согласные, неносовые согласные) — согласные звуки, образующиеся при поднятом мягком нёбе, которое закрывает проход воздуха в полость носа. Противопоставлены носовым (назальным) согласным, при произношении которых мягкое нёбо опущено, в результате чего воздушная струя частично направлена в носовую полость. Особенностью ртовой артикуляции наряду с поднятием нёбной занавески является также прижатие к задней стенке глотки маленького язычка. При носовой артикуляции маленький язычок продвинут вперёд. К ртовым согласным относится абсолютное большинство согласных, имеющихся в языках мира. В русском языке, например, кроме согласных /m/, /mʲ/, /n/ и /nʲ/ все остальные являются ртовыми.
Ртовую артикуляцию имеют все шумные согласные. Носовые согласные могут быть только сонорными.
Разделение на ртовую и носовую артикуляцию характерно также для гласных звуков.

## По способу образования
Среди пульмонических согласных, выделяемых по способу образования, к ртовым относят:
- шумные согласные:
  - смычные (взрывные и аффрикаты);
  - фрикативные;
- сонорные согласные:
  - дрожащие;
  - аппроксиманты (боковые и скользящие).

Ртовая артикуляция также характерна для непульмонических щёлкающих (за исключением небольшой группы носовых кликсов), имплозивных и абруптивных согласных.

## Сочетание с носовой артикуляцией
Существует категория согласных, звуки которой последовательно сочетают ртовую артикуляцию с носовой (одна часть такого согласного — ртовая, другая — носовая). Кроме этого, имеется ряд ртовых согласных, характеризующихся дополнительной назализацией, при которой воздушный поток через ротовую полость сопровождает воздушный поток через носовую полость.
К первой категории относят согласные, называемые частично назальными: преназализованные смычные (взрывные и аффрикаты), преназализованные фрикативы, превзрывные носовые и, возможно, преназализованные дрожащие. За исключением превзрывных носовых, все остальные согласные начинаются с носовой фазы. Преназализованным смычным, фрикативом или дрожащим называют при этом последовательность носового и ртового консонантных элементов, фонологически представляющих собой один звук. При обозначении преназализованных носовая фаза записывается суперскриптом: [ᵐb], [ⁿd], [ᵑɡ], [ᵐp], [ⁿt], [ᵑk] и т. п. Если последовательность носового и ртового не представляют единого звукового сегмента, то запись суперскриптом не используется: [mb], [nd], [ŋɡ], [mp], [nt], [ŋk] и т п. В случае, если в последовательности согласных отмечается более длинная носовая фаза и короткий взрывной призвук, такие звуки называют поствзрывными носовыми. При этом суперскриптом обозначаются ртовые согласные: [mᵇ], [nᵈ] [ɲᶡ] [ŋᶢ] и т. п. Различие преназализованных взрывных и поствзрывных носовых представлено, например, в двух говорах китайского языка/диалекта юэ — чжуншаньском и тайшаньском. Особую группу согласных составляют превзрывные носовые ([ᵇm], [ᵈn], [ᵈnʲ], [ᶢŋ] и т. п.), такие согласные встречаются, в частности, в австралийских языках. Противопоставление преназализованных взрывных и превзрывных носовых отмечено, например, в восточном диалекте языка аранта: [ᵐpʷaɻə] «делать» — [ᵖmʷaɻə] «куламон» (тип сосуда). Особое произношение при этом характерно для фаукальных согласных — ртовых и носовых одного места образования, при котором артикуляционный аппарат подготовлен к произношению взрывного, но взрыва не происходит до опускания мягкого нёба при переходе к произношению носового согласного ([tⁿ], [dⁿ]), как, например, в русском языке: [dⁿo] «дно». В южноамериканском индейском языке каинганг отмечают также согласные, начинающиеся с ртовой фазы, продолжающиеся носовой и завершающиеся ртовой.
Ко второй категории относят назализованные согласные, которые чаще всего представляют собой аллофоны ртовых согласных, в позиции с соседними носовыми согласными или гласными, от которых на ртовый распространяется носовой призвук (например, ртовый фрикативный назализованный звук [s̪̃] перед носовым [n] в слове «снова» в русском языке). Опускание мягкого нёба при этом является для назализованных согласных дополнительной артикуляцией, не изменяющей их основного качества. Назализации подвергаются фрикативы и аппроксиманты. Для обозначения назализованных гласных в международном фонетическом алфавите (МФА) используется тильда над символом ртового согласного: [ṽ], [β̃], [ð̃], [s̃], [h̃], [w̃], [ʃ̃] и т. п. Фонемный статус назализованные согласные имеют, например, в некоторых языках банту, в частности, в языке квангали противопоставлены «чистые» и назализованные ртовые: [muh̃õ] «вид копья» — [muhona] «мастер».